# Alberto Palacio
Alberto Palacio tên đầy đủ là Paz Martin Alberto de Palacio y Elissague là một kỹ sư kiêm kiến trúc sư người Tây Ban Nha, sinh tại thị xã Sare, tỉnh Pyrénées-Atlantiques, Pháp ngày 25.1.1856, cha là người Tây Ban Nha quê ở tỉnh Biscay (tiếng Tây Ban Nha: Vizcaya), mẹ quê ở Sare. Alberto Palacio từ trần năm 1939.

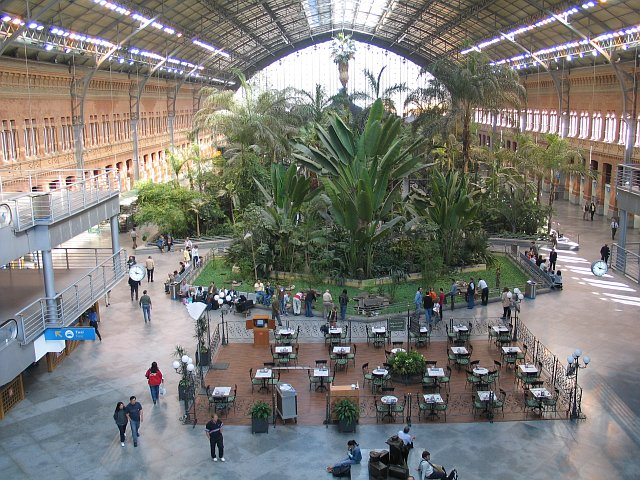
Nhà ga Atocha (Madrid) và vườn nhiệt đới

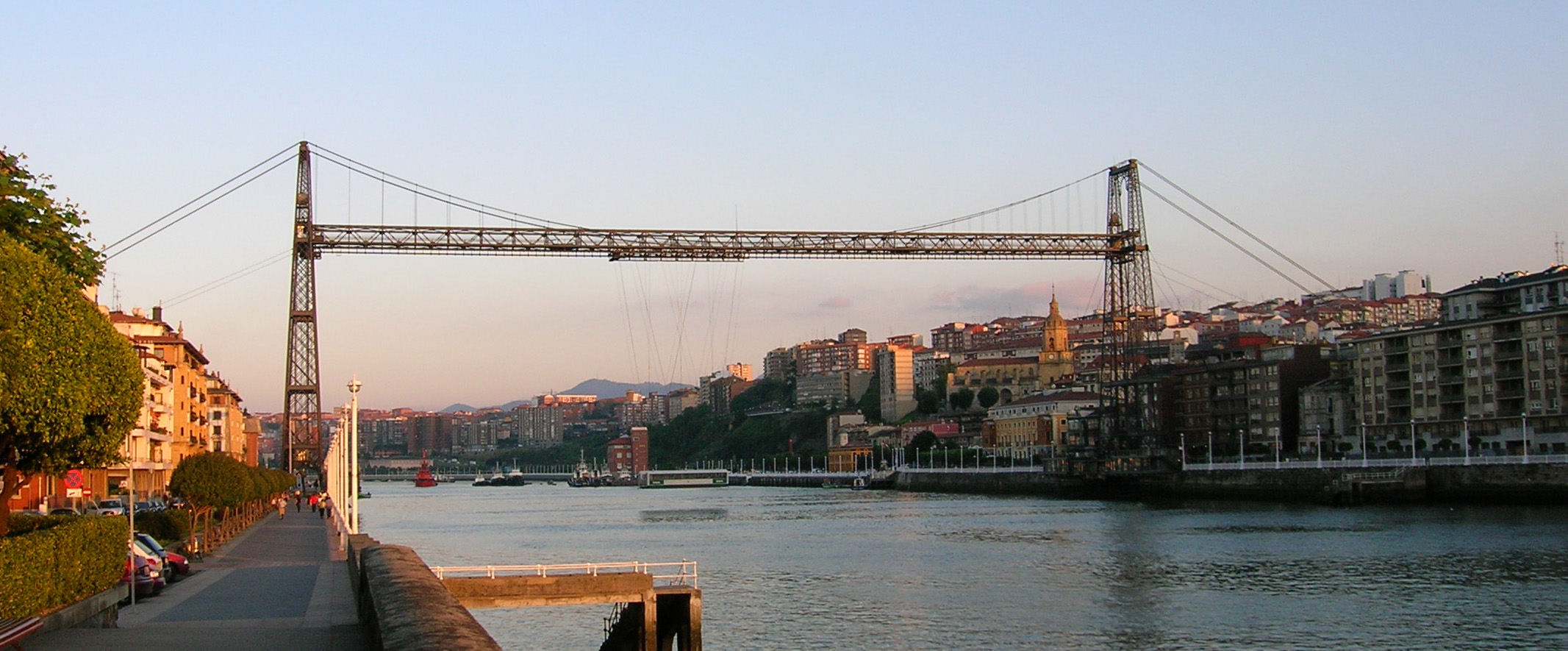
Cầu Vizcaya

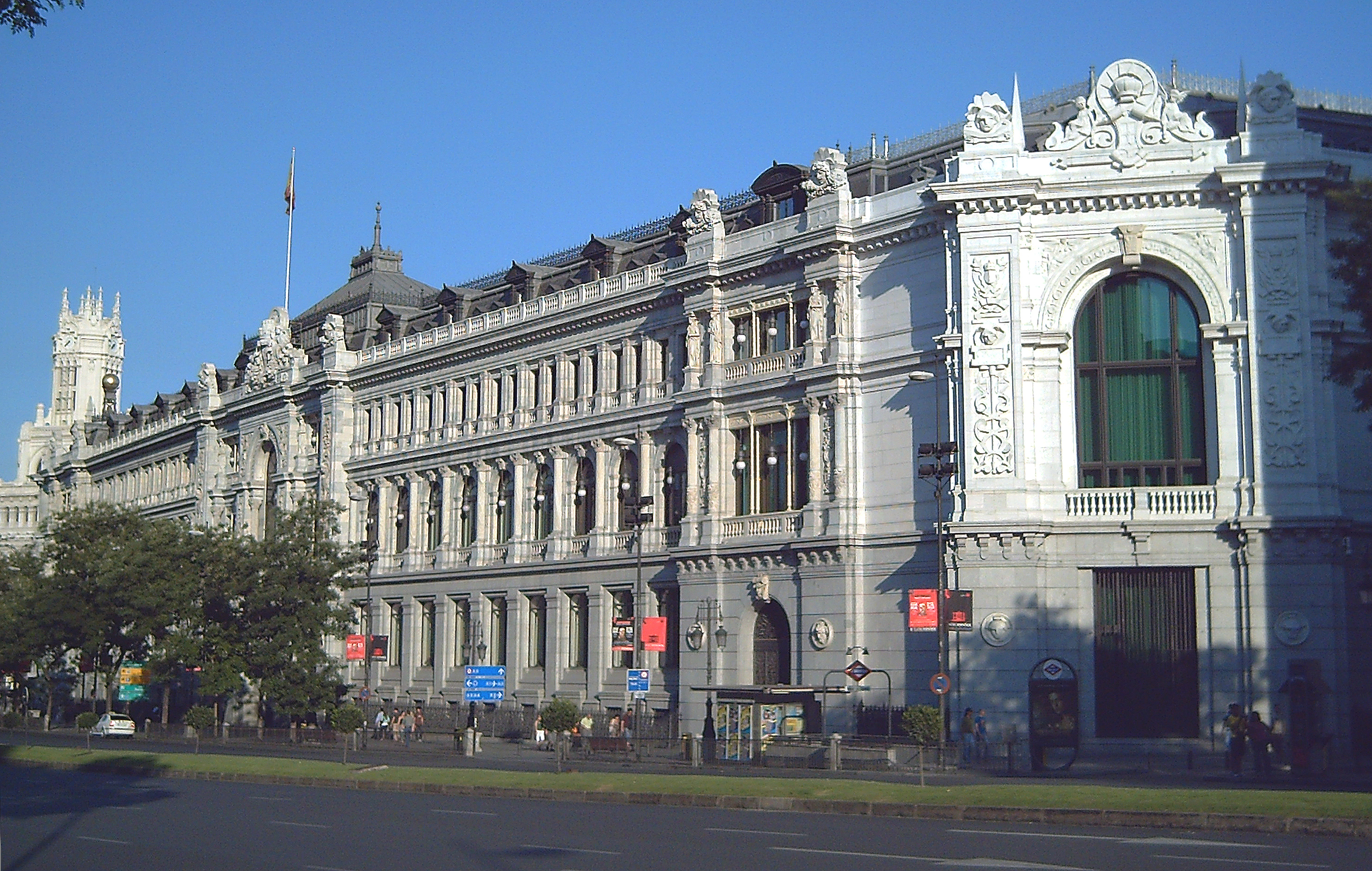
Ngân hàng Tây Ban Nha, Madrid

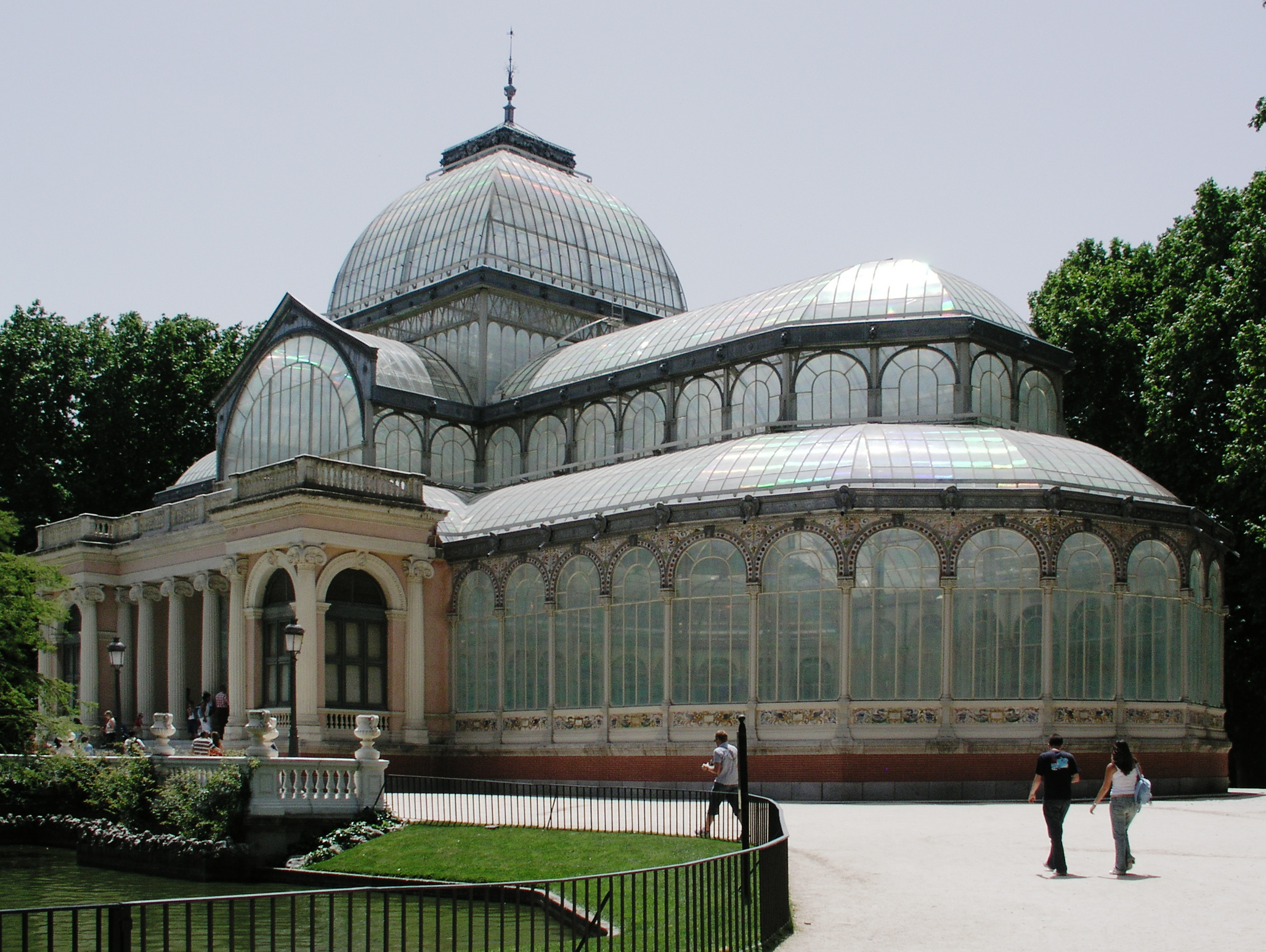
Cung điện Thủy tinh, Madrid

## Cuộc đời
Alberto Palacio sống thời thơ ấu ở Sare, sau đó cha mẹ dời về cư ngụ tại Gordexola, gần thành phố Bilbao, nơi Alberto học ở trường trung học San Zoilo y San Felix.
- 1882: tốt nghiệp trường kiến trúc Barcelona.

Sau đó sang học tiếp các ngành toán học, công trình sư, thiên văn học và y học ở Paris. Tại đây ông ta đã quen kỹ sư Ferdinand Arnodin (1845-1924), một chuyên gia về xây dựng các cầu dây cáp. Alberto Palacio cũng là học trò của Gustave Eiffel.

## Các công trình
- 1883: Dinh Velázquez ở Công viên Buen Retiro, Madrid (cộng tác với kiến trúc sư Ricardo Velázquez Bosco)
- 1884-1891: Trụ sở Ngân hàng Tây Ban Nha, Madrid (cộng tác)
- 1887: Cung điện Thủy tinh, cũng ở Công viên Buen Retiro, Madrid (lấy hứng từ Cung điện Thủy tinh ở London) (cũng cộng tác với kiến trúc sư Ricardo Velázquez Bosco). Xem: (tiếng Anh) Công viên Buen Retiro, với hình ảnh.
- 1888-1892: Nhà ga Atocha, Madrid
- 1893: Cầu Vizcaya (cùng với người em là kỹ sư Silvestre de Palacio). Cầu này đã được UNESCO công nhận là di sản thế giới năm 2006.
- 1916: Nhà máy Osram, ở Paseo de Santa María de la Cabeza, Madrid

## Lên kết ngoài
- (tiếng Pháp) Alberto de Palacio, sur Structurae.
- (tiếng Pháp) Le Pont de Biscaye inscrit au Patrimoine de l'Humanité - El Pais
- (tiếng Tây Ban Nha) Alberto de Palacio y el Puente colgante de Portugalete Lưu trữ ngày 29 tháng 9 năm 2007 tại Wayback Machine
- (tiếng Tây Ban Nha) Alberto de Palacio - Madrid Historico
- Puente Colgante
- Madrid works